# Pelodytes caucasicus
Pelodytes caucasicus là một loài ếch thuộc họ Pelodytidae. Loài này có ở Azerbaijan, Gruzia, Nga, Thổ Nhĩ Kỳ, và có thể cả Armenia.
Môi trường sống tự nhiên của chúng là rừng ôn đới, vùng cây bụi ôn đới, sông ngòi, sông có nước theo mùa, đầm nước ngọt, đầm nước ngọt có nước theo mùa, và suối nước ngọt.
Chúng hiện đang bị đe dọa vì mất môi trường sống.

## Hình ảnh

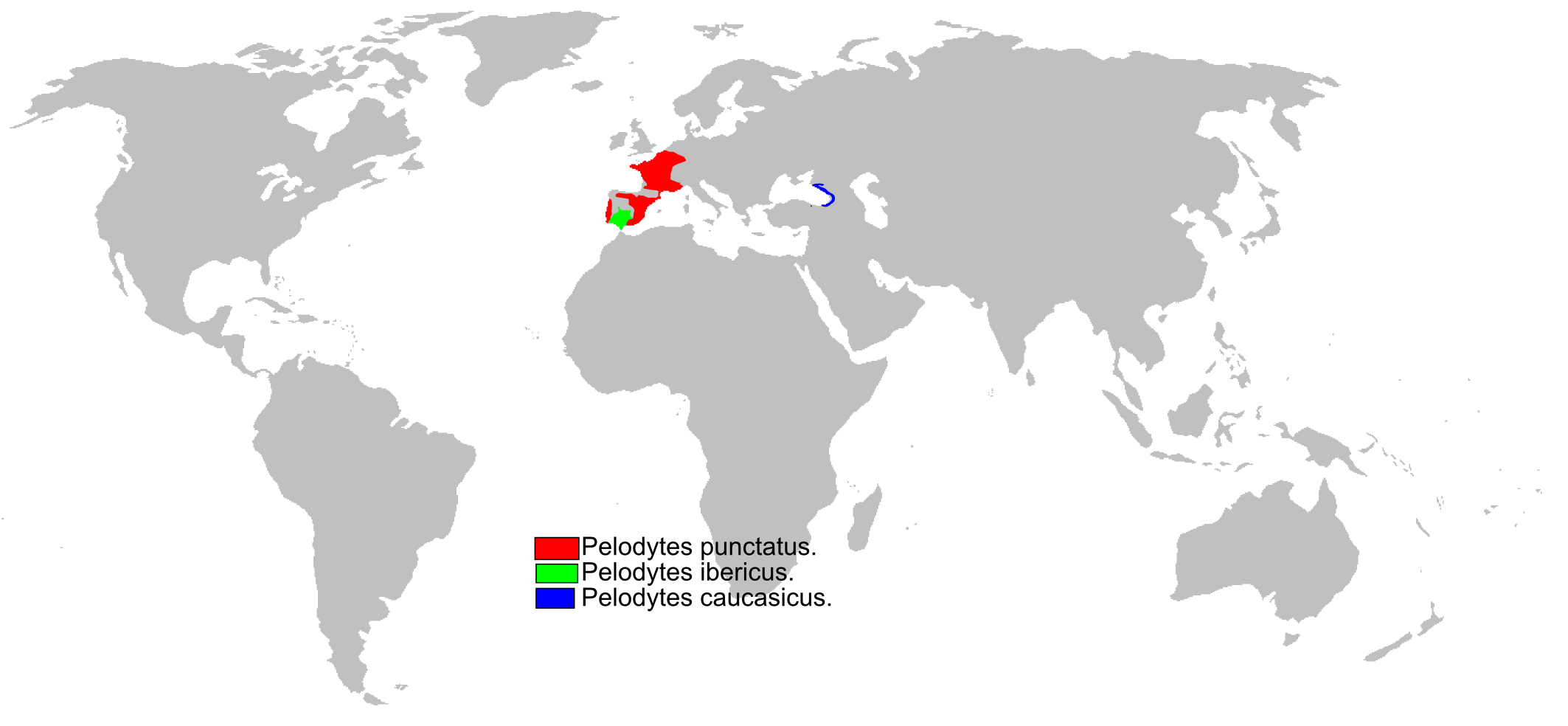